# Административное деление Твери

Административное деление Твери

Город Тверь, административный центр одноимённой области, делится на 4 района.
- Заволжский район (1) — охватывает всю левобережную (заволжскую) часть города, граничит с другими районами города по фарватеру Волги;
- Московский район (2) — охватывает восточную часть города, ориентированную в сторону Москвы вдоль Московского шоссе;
- Пролетарский район (3) — охватывает западную часть города; название района, по всей видимости, связано с фабрикой «Пролетарка»;
- Центральный район (4) — охватывает центральную часть города, включая исторический центр и прилегающие к нему территории.

В рамках административно-территориального устройства, Тверь является городом областного значения.
В рамках местного самоуправления, город составляет муниципальное образование город Тверь со статусом городского округа.
Районы города не являются муниципальными образованиями.

## Районы
| № на карте | Название           | Население | Код ОКАТО  |
| ---------- | ------------------ | --------- | ---------- |
| 1          | Заволжский район   | ↗146 880  | 28 401 365 |
| 2          | Московский район   | ↘121 714  | 28 401 370 |
| 3          | Пролетарский район | ↘96 124   | 28 401 375 |
| 4          | Центральный район  | ↘51 501   | 28 401 378 |

## Микрорайоны
Внутри города выделяются исторические районы (Затверечье, Затьмачье), микрорайоны (Мамулино, Мамулино 2, Брусилово, Мигалово, Первомайский, Чайка, Юность, Южный), промзона Лазурная, а также внутригородские посёлки (1 мая, 1-й Пролетарский, Большие Перемерки, Вагонников, Власьево, Новое Власьево, ДРСУ-2, Дачи, Дорошиха, Керамического завода, Кировский, имени Крупской, Литвинки, Лоцманенко, Сахарово, Соминка, совхоза Калининский, Торфо-брикетного предприятия, Химинститута, Элеватор) и бывшие деревни (Андреевское, Бобачёво, Борихино, Бортниково, Деревнище, Жёлтиково, Киселёво, Красное Знамя, Никифоровское, Новая Константиновка, Малые Перемерки, Старая Константиновка, Черкассы), которые были самостоятельными населёнными пунктами до тех пор, пока не были включены в черту города.

## История
Административное деление города на районы было впервые утверждено в 1936 году, изменено в 1956 и 1965 годах, а в 1976 году установлено деление на 4 района, которое сохраняется и по сей день.
Существующие границы городских районов были установлены в 1975 году. Деление города на 4 района было сохранено в уставе города, принятом в 1996 году, а также новом уставе 2005 года; изменение районного деления возможно при изменении устава города.